# Stegodontidae
A Stegodontidae az emlősök (Mammalia) osztályának ormányosok (Proboscidea) rendjébe, ezen belül az elefántalakúak (Elephantiformes) alrendjébe és az Elephantoidea öregcsaládjába tartozó fosszilis család.

## Tudnivalók
A Stegodontidae-fajok Afrika és Ázsia területein éltek, a középső miocén és a késő pleisztocén korszakok között. Körülbelül 15,97 millió évvel ezelőtt jelentek meg, azonban kihalásuknak ideje nem ismert. Egyesek szerint még a pleisztocén végén kihaltak, míg mások szerint a holocén első felében is léteztek, és csak 4100 éve pusztultak ki. Eme utolsó állomány azon a területen élhetett, ahol ma Kína van.

## Rendszerezés
A családba az alábbi 2 nem tartozik:
- †Stegodon Falconer, 1847 - középső miocén-késő pleisztocén; Afrika, Ázsia
- †Stegolophodon Schlesinger, 1917 - középső miocén-késő pliocén; Afrika, Ázsia

## Fordítás
- Ez a szócikk részben vagy egészben  a   Stegodontidae című angol Wikipédia-szócikk ezen változatának fordításán alapul.  Az eredeti cikk szerkesztőit annak laptörténete sorolja fel. Ez a jelzés csupán a megfogalmazás eredetét és a szerzői jogokat jelzi, nem szolgál a cikkben szereplő információk forrásmegjelöléseként.